# Lec’h

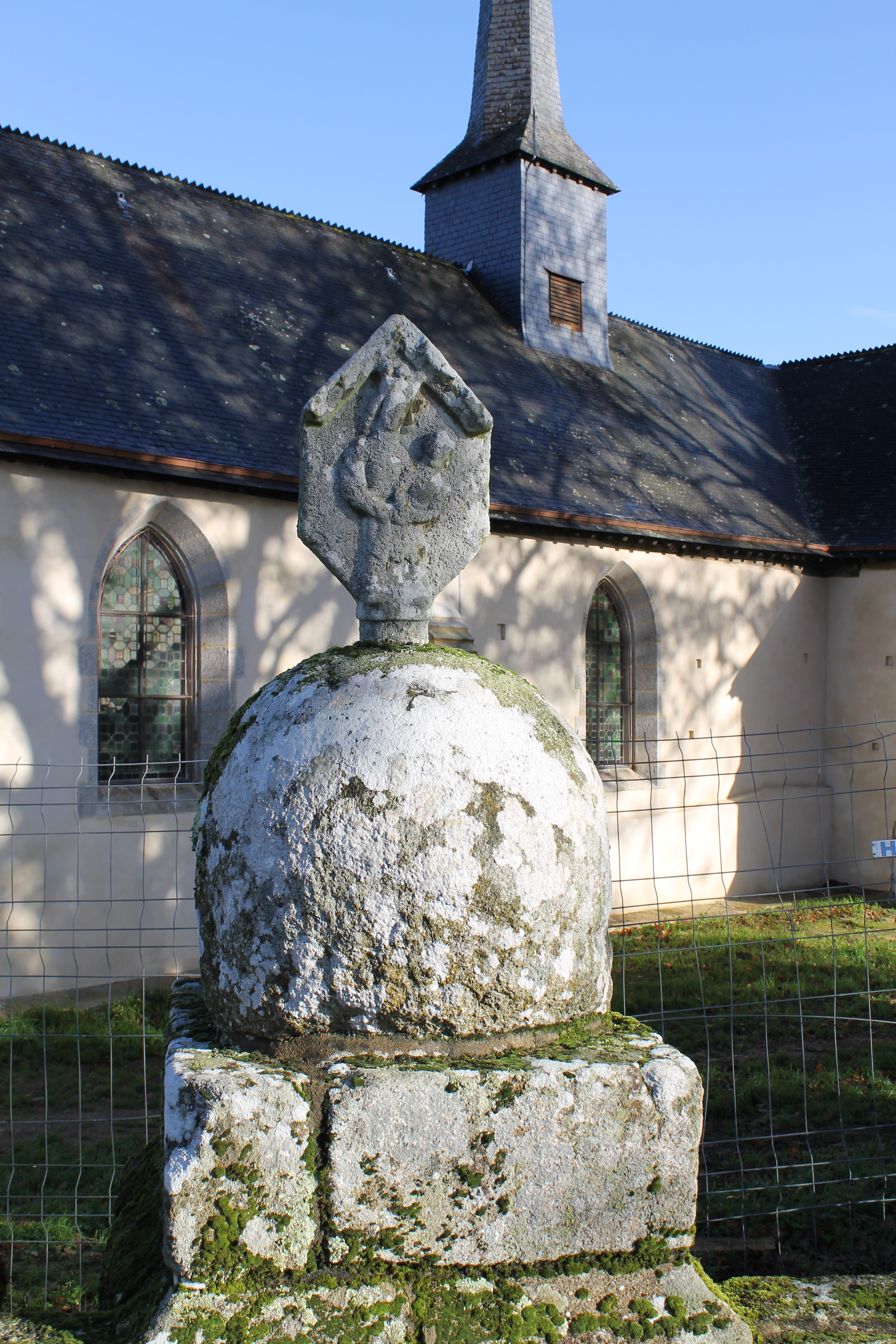
Durch den Aufsatz christianisierter Lec’h neben der Chapelle Notre-Dame-du-Loc, in Saint-Avé

Ein Lec’h (oder Lech bzw. walisisch Llech) ist ein stets bearbeiteter gallischer Megalith von halbkugelförmiger (semi-sphärischer) oder länglicher, menhirartiger, in jedem Fall geometrischer Form. Er kommt hauptsächlich in der Bretagne, im Zentralmassiv und in Maine vor, ist aber auch in England und Wales zu finden.
Lec’h ist ein bretonisches Wort, das „flacher Stein“ bedeutet. Es ist nahe an dem Wort Cromlech. Der Name bezeichnet in alten walisischen Gedichten einen Begräbnisplatz.
Die gedrungenen Lec’hs sind meistens 80 cm oder 1,0 m hoch und die schlanken überschreiten nicht die Höhe von 3,0 Metern. Sie sind nicht mit Menhiren zu verwechseln, die älter sind, viel größer sein können und nahezu unbearbeitet sind. Die häufigste Form ist pyramidal mit vier Seiten, mit gefalteten oder gespannten Winkeln, mit einer gerundeten oder abgeflachten Oberseite. Einige sind ziemlich regelmäßige Kegelstümpfe, andere sind geriffelt oder wie Spindeln oder Rohrkolben geformt. Einige haben sogar populäre Namen erhalten.
In der gallischen Zeit wiesen Lec’hs wahrscheinlich auf das Vorhandensein eines Grabes oder einer Nekropole hin.
Viele von ihnen wurden im Zuge der Christianisierung verändert und wiederverwendet. Einige enthalten gravierte Kreuze und Inschriften aus dem 9. und 10. Jahrhundert. Sie befinden sich am häufigsten in der Nähe von Kirchen und Kapellen.

## Galerie

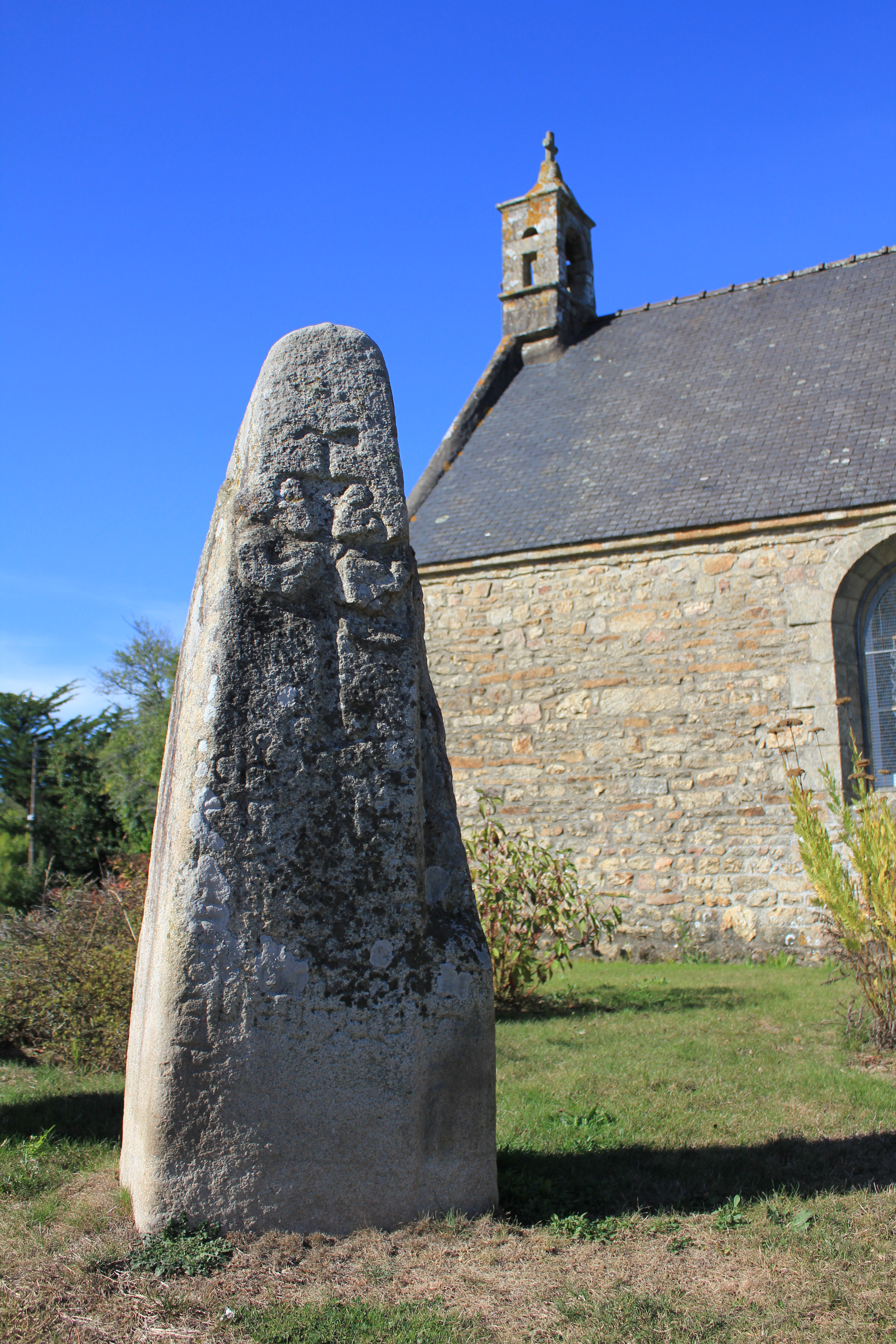
Lec’h de Langonbrach an der Chapelle Saint-Maurille in Langombrach (Gemeinde Landaul)
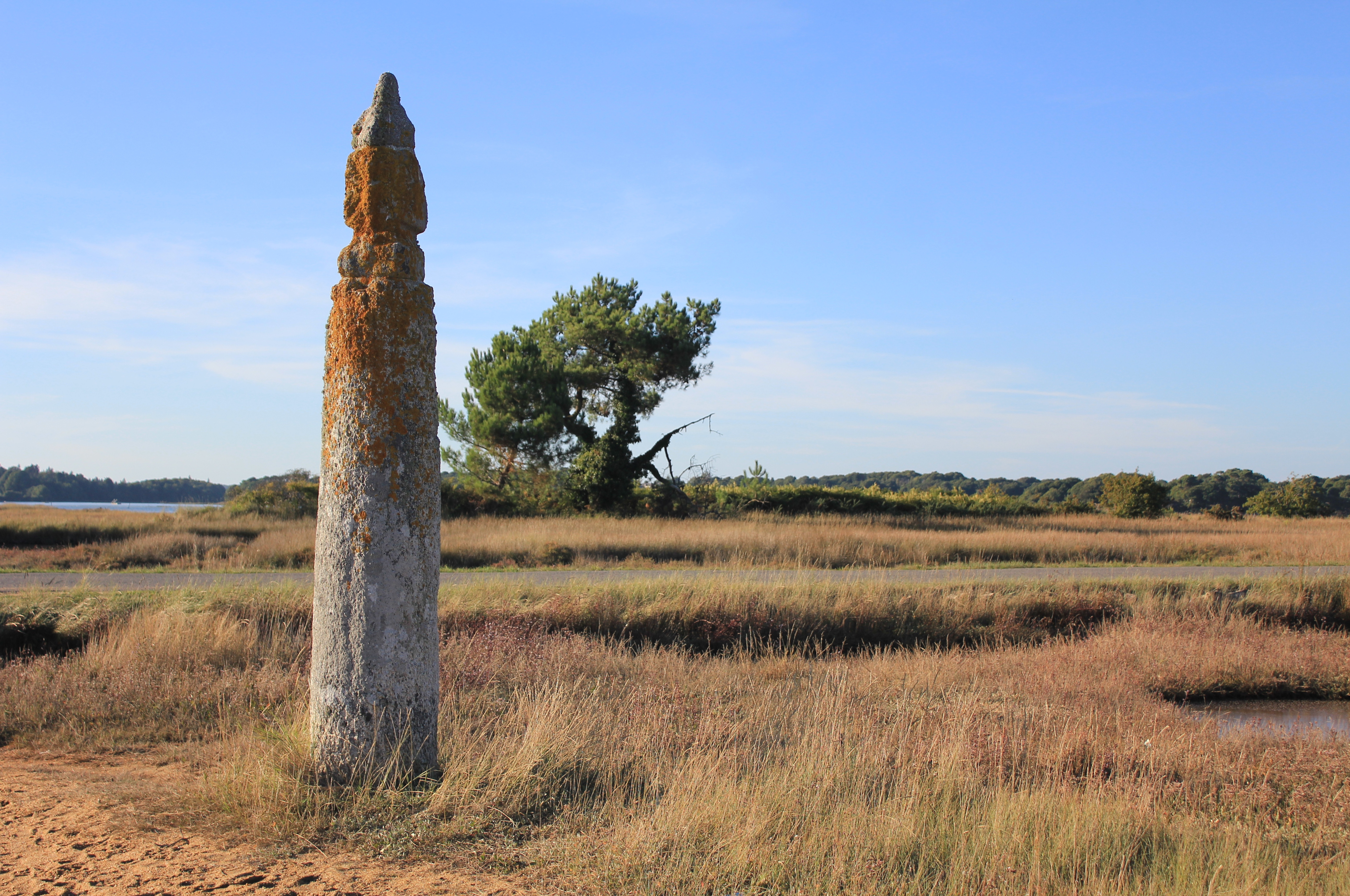
Lec’h Men-er-Menah in Locoal-Mendon
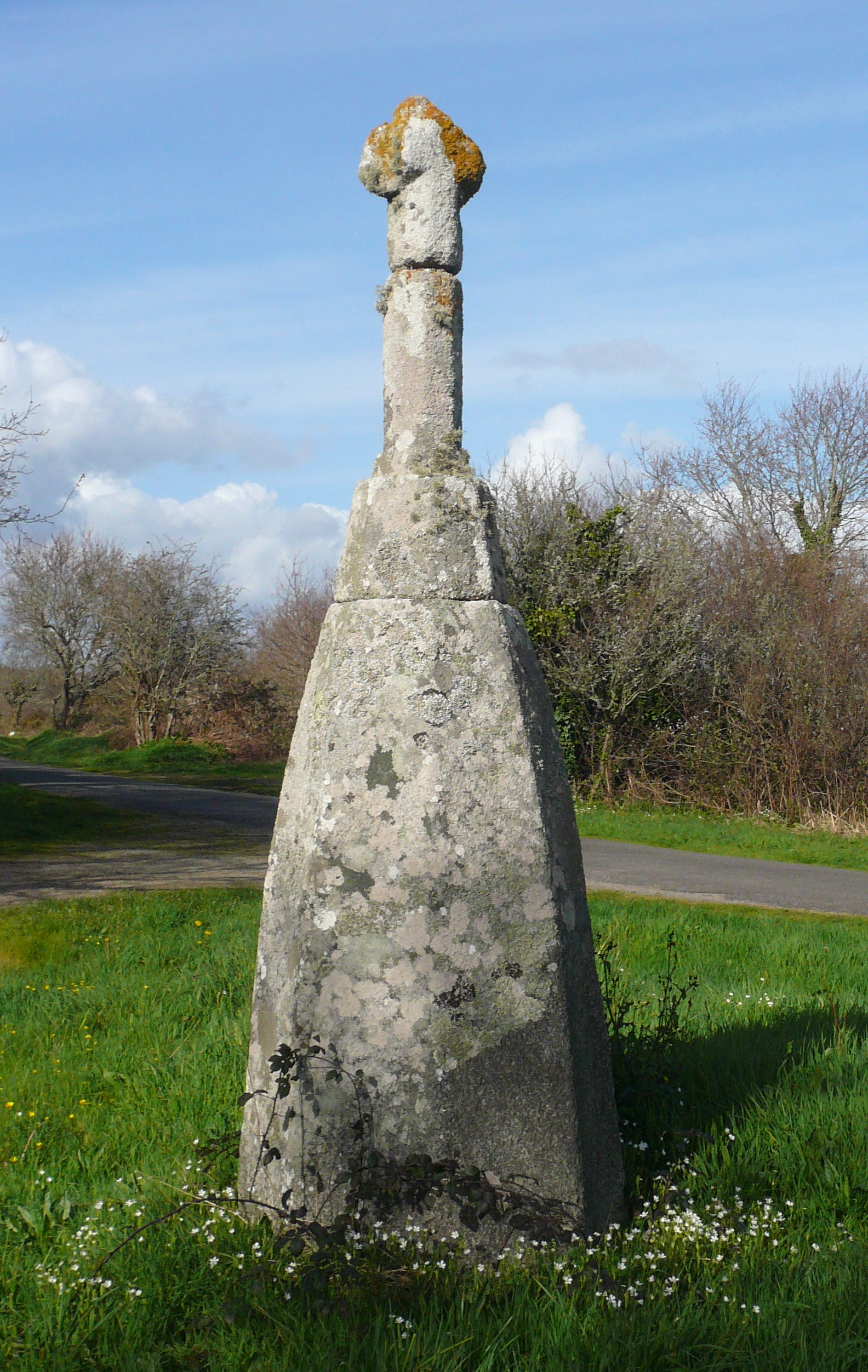
Christianisierter Lec’h in Trégunc; Bretagne.
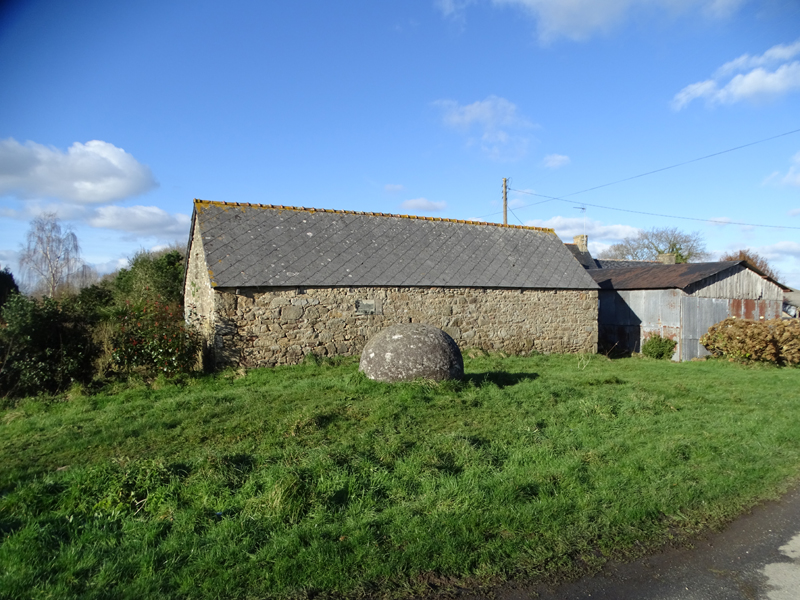
Boule de Saint-Michel in Louargat